# Aşağıovacık, Karakoçan
Aşağıovacık là một xã thuộc huyện Karakoçan, tỉnh Elâzığ, Thổ Nhĩ Kỳ. Dân số thời điểm năm 2011 là 149 người.